# Петрас Александравічюс
Петрас Повіло Александравічюс (лит. Petras Aleksandravičius; 1906—1997) — радянський і литовський скульптор. Народний художник Литовської РСР (1956). Лауреат Сталінської премії третього ступеня (1951).

## Біографія
Народився 8 (21 жовтня) 1906 року в селі Вартай (нині Пренайський район Литви). Навчався в Каунаській художній школі (1928-1933), де його наставниками були: Юозас Зікарас, Каетонас Склерюс, Юозас Мікенас. Одночасно вивчав літературу в Університеті Вітовта Великого.
У 1941-1944 роках працював викладачем у Вільнюській художній академії, в 1945-1951 роках — у Вільнюському художньому інституті (нині — Вільнюська художня академія), з 1951 року — в Державному художньому інституті Литовської РСР; професор (1946), завідувач кафедри малювання (1955-1977).
Починаючи з 1935 року, брав участь у виставках. Перша персональна виставка відбулася у Вільнюсі в 1976 році.
Помер 25 грудня 1997 року в Вільнюсі.

## Нагороди
- орден Великого князя Литовського Гедіміна III ступеня (1996)
- народний художник Литовської РСР (1956)
- заслужений діяч мистецтв Литовської РСР (1954)
- Сталінська премія третього ступеня (1951) — за скульптурний портрет Ю. Жемайте (1950)

## Творчість
Переважну частину робіт з бронзи, міді, мармуру, граніту становлять ліричні та психологічні скульптурні портрети, виконані в різних архітектурних формах (бюст, голова, рельєф). Писав також акварелі з видами Вільнюса та околиць, приморські пейзажі.
Автор скульптурних портретів графіка Йонаса Кузмінскіса (1941), письменниці Юлії Жемайте (1946), оперного співака Кіпраса Пятраускаса (1950), мовознавця Йонаса Яблонскіса (1957), скульптора Юозаса Кедайніса (1958), поета Едуардаса Межелайтіса (1963), Баліса Сруоґи (1967), театрального режисера Юозаса Мільтініса (1969), поета і дипломата Юргіса Балтрушайтіса (1983). Створив пам'ятники Лаурінасу Івінскісу в місті Куршенай (1958), Юлії Жемайте у Вільнюсі (1950; встановлений в 1970 році; Сталінська премія, 1950), письменнику Антанасу Венуолісу в місті Анікщяй (1982), Йонасу Яблонскісу в Маріямполі (1992).

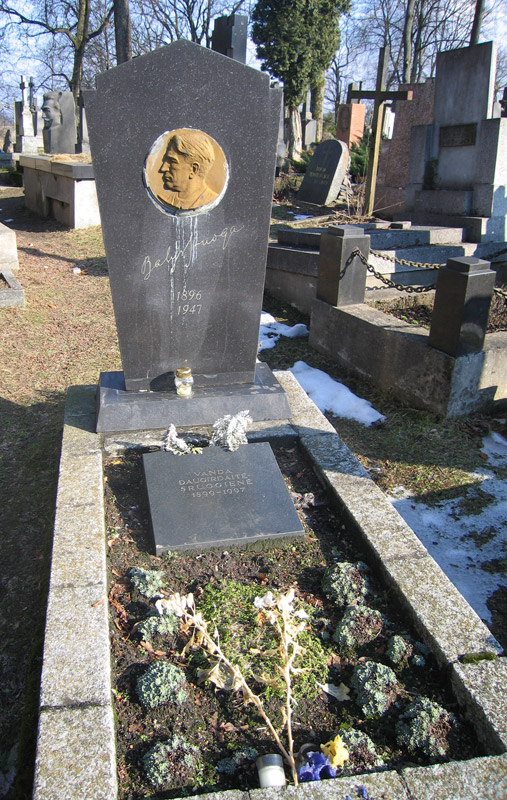
Надгробок на могилі Баліса Сруоґи, автор — П. Александравічюс

Пам'ятник Юлії Жемайте був відкритий 10 жовтня 1970 року у Вільнюсі в сквері, названому іменем письменниці (архітектори — Альґімантас Насвітіс і Вітаутас Насвітіс). Пам'ятник був створений із наявної невеликої скульптури письменниці 1950 року, збільшену в кілька разів, при цьому скульптор додав фігурі більшої монументальності. Пам'ятник складається із бронзової статуї заввишки в 3 м і низького (0,70 м) постаменту, виготовленому з гранітних блоків. Реалістична статуя зображує письменницю, яка сидить із книгою на колінах. На східній стороні постаменту викарбовано напис «Жемайте».
П. Александравічюс — автор надгробних пам'ятників на могилах Баліса Сруоґи (1957; кладовище Расу) та інших у Вільнюсі, Йонаса Яблонскіса (1966) та інших у Каунасі.
Інші відомі твори — статуя «Робітниця» (1960), декоративні рельєфи «На будівництві» (1964), «Море шумить» (1971), камерні скульптурні групи.